# クァク・ドンヨン
クァク・ドンヨン（ハングル：곽동연、漢字：郭東延、1997年3月19日 - ）は、韓国の俳優。

## 経歴
2010年、FNCエンターテインメントに歌手練習生として入所する。
2012年、KBSで放送されたテレビドラマ『棚ぼたのあなた』のオーディションに合格し、パン・ジャングン役として俳優デビューを果たす。
2013年、SBSで放送されたテレビドラマ『チャン・オクチョン-張禧嬪-』に出演後、将来について真剣に考えたのちに歌手の道を諦め、以降は完全に俳優としての道に進む。
2014年には、テレビドラマ『感激時代〜闘神の誕生』とKBSドラマスペシャル『女子中学生A』でKBS演技大賞の青少年演技賞を受賞。
その後は、2016年にKBSで放送されたテレビドラマ『雲が描いた月明り』、2018年にJTBCで放送されたテレビドラマ『私のIDはカンナム美人』、2019年にSBSで放送されたテレビドラマ『ボクスが帰ってきた』など多くの人気作品に出演し、知名度を高めてきた。
2017年と2019年には、演劇『エレファント・ソング』で活動の幅を広げ、2020年には、ミュージカル『サムシング・ロッテン!』でナイジェル・ボトム役に挑戦した。
2020年、H＆エンターテインメントと専属契約を締結。
2023年10月17日、日本公式ファンクラブ、X（旧Twitter）が開設された。

## 人物
- テレビドラマや映画、演劇、ミュージカルなど幅広く活躍中の努力派俳優。
- 2016年にKBSで放送されたテレビドラマ『雲が描いた月明り』で共演したパク・ボゴムとは、私生活でも親しい間柄[5]。
- 韓国でアイドル犬として有名なインジョルミの大ファンで、Instagramにツーショットを投稿したことがある。
- 身長：178cm。
- 体重：62kg。
- 血液型：A型。
- 星座：うお座。
- 干支：丑年。

## 出演

### テレビドラマ
- 棚ぼたのあなた（2012年、KBS） - パン・ジャングン役
- チャン・オクチョン-張禧嬪-（原題：チャン・オクチョン～愛に生きる）（2013年、SBS） - 東平（トンピョン）君（少年時代）役[6]
- 思春期メドレー（2013年、KBS） - 主演：チェ・ジョンウ役[7]
- 感激時代〜闘神の誕生（2014年、KBS） - シン・ジョンテ（少年時代）役[8]
- 女子中学生A（2014年、KBS） - イ・ヘジュン役
- モダン・ファーマー（2014年、SBS）- ハン・ギジュン役[9]
- 華政（2015年、MBC） - イ・ウィリプ役
- 帰ってきて、ダーリン!（2016年、SBS） - ハン・ギタク（少年時代）役
- 交渉人～テロ対策特捜班～（2016年、tvN） - コン・ジョンイン役
- マスター・ククスの神～復讐の果てに～（2016年、KBS） - ヨンジュ役
- 雲が描いた月明り（2016年、KBS） - キム・ビョンヨン役
- Puck!（2016年、SBS） - ファン・キョンピル役
- SLOW（2017年、KBS） - 主演：イ・ジウォン役
- サム、マイウェイ〜恋の一発逆転!〜（2017年、KBS） - キム・ムギ役（特別出演）
- ひと夏の奇跡～waiting for you（原題：再会した世界）（2017年、SBS） - ソン・ヘチョル役
- ラジオロマンス〜愛のリクエスト〜（2018年、KBS） - ジェイソン役[10]
- 私のIDはカンナム美人（2018年、JTBC） - ヨン・ウヨン役[11]
- ボクスが帰ってきた（2018年 - 2019年、SBS） - オ・セホ役
- ドクター探偵（2019年、SBS） - チョ・ハラン役（特別出演）[12]
- 魔女たちの楽園〜二度なき人生〜（原題：二度はない）（2019年 - 2020年、MBC） - 主演：ナ・ヘジュン役[13]
- サイコだけど大丈夫（2020年、tvN） - クォン・ギド役（特別出演）（第3話、第4話）
- ヴィンチェンツォ（2021年、tvN） - チャン・ハンソ役[14]
- かまってちゃん（原題：クァンジョン）（2021年、tvN） - 主演：カン・テス役[15]
- その年、私たちは（2021年 - 2022年、SBS） - ヌア役（特別出演）
- 怪異（2022年、TVING） - クァク・ヨンジュ役[16]
- ビッグマウス（2022年、MBC） - ジェリー（オ・ジンチョル）役[17]
- ガウス電子～僕らの社内恋愛マニュアル～（2022年、olleh TV / seezn / ENAチャンネル） - 主演：イ・サンシク役[18]
- 涙の女王（2024年、tvN） - ホン・スチョル役[19]

### Webドラマ
- 学園サバイバル～アブジェンイ～（2015年、NEVER TV） - 主演：パク・コン役[20]

### 映画
- 女教師～シークレット・レッスン～（2017年） - ユ・チョンギ役（特別出演）
- 隊長キム・チャンス（2017年） - チュ・ユンソク役
- 王の預言書（2018年） - スェトン役
- 野球少女（2020年） - イ・ジョンホ役[21]
- 6/45（2022年） - マンチョル役[22]
- 極東（2022年、NAVER VIBE） - カン・ヨンシク役[23]

### バラエティ番組
- 黄金漁場 - ラジオスター（2014年、MBC） - ゲスト
- 私は1人で暮らす～シングルハッピーライフ（2015年、MBC） - ゲスト
- 僕らの日曜の夜 - アニマルズ（2015年、MBC）[24]
- 僕たちの人生学校（2017年、tvN）
- みんなのキッチン（2018年 - 2019年、O'live）[25]
- おいしさの広場（2021年、SBS）[26]
- 青春MT（2022年、TVING）[27]

### ラジオ
- KISS THE RADIO（2017年） - スペシャルDJ

### 演劇
- エレファント・ソング（2017年、2019年、2023年 - 2024年） - 主演：マイケル役

### ミュージカル
- サムシング・ロッテン!（2020年）- ナイジェル・ボトム役[28]
- オールド・ウィキッド・ソング（2022年 - 2023年） - 主演：スティーブン役

### Music Video
- N.Flying『春が眩しい（봄이 부시게）』（2019年）[29]

## 公演

### ファンミーティング
- クァク・ドンヨン 1st FAN MEETING in OSAKA（2018年1月27日、大阪・MBS毎日放送本社1階 ちゃやまちプラザステージ）[30][31]
- 2019 単独ファンミーティング『演劇』（2019年3月16日、ソウル・FORMTEC Works Hall）[32]

### オンライントークショー
- そのへんのアジア 特別編（2022年1月21日、YouTube）

## 雑誌
- THE STAR（2018年5月号）
- THE STAR（2021年5月号）
- Esquire（2021年6月号）
- ELLE KOREA（2021年7月号）
- ARENA HOMME＋（2021年12月号）
- Allure（2022年11月号）
- Harper's Bazaar（2022年11月号）

## 広告モデル
- JBROS（2021年）[33]

## OST

### カバー
- アダム・レヴィーン『Lost Stars』（『Begin Again』） - JUNIELとデュエットカバー

## 受賞
- 2012 第5回 コリアドラマアワード 子役賞（『棚ぼたのあなた』）
- 2014 KBS演技大賞 青少年演技賞（『感激時代～闘神の誕生』/『女子中学生A』）